# Песков, Дмитрий Иванович
Дми́трий Ива́нович Песко́в (14 ноября 1899, Унимерь, Ярославская губерния — 9 октября 1943, Кременчугский район, Полтавская область) — командир понтонного отделения 248-го отдельного моторизованного инженерного батальона Степного фронта, старшина, Герой Советского Союза (1944).

## Биография
Родился 14 ноября 1899 года в селе Унимерь (ныне — Гаврилов-Ямский район, Ярославская область) в семье крестьянина. Отец — Иван Васильевич, мать — Фёкла Ивановна. Русский. Оставшись без отца, 13-летним подростком ушёл на заработки. Работал в Ярославле в булочной разносчиком, затем на Локаловской льняной мануфактуре в Гаврилов-Яме. В 1919 году добровольцем ушёл в Красную Армию. Воевал на фронтах Гражданской войны. В 1922 году вернулся в Гаврилов-Ям. Работал ткачом на льнокомбинате «Заря социализма». В 1936 году избирался членом Президиума ЦК профсоюза работников текстильной промышленности.
Снова был призван в ряды Красной Армии в 1941 году, но вскоре из-за болезни вернулся домой. Трудился над выполнением фронтовых заказов. В ноябре 1942 года был вновь призван в армию. Участвовал в Сталинградской битве. 23 февраля 1943 года награждён медалью «За отвагу».
В начале октября 1943 года при форсировании Днепра в районе города Кременчуг старшина Дмитрий Песков, командуя расчётом десантной лодки, под огнём противника сделал 92 рейса, доставляя на правый берег реки бойцов, вооружение и боеприпасы. В ночь на 9 октября во время рейса был смертельно ранен. Продолжал руководить расчётом, сам сел на вёсла и доставил на правый берег 45-мм пушку с расчётом. На обратном пути, не выпуская вёсел, умер от ран.
Похоронен в городе Переяслав Киевской области.
Указом Президиума Верховного Совета СССР «О присвоении звания Героя Советского Союза генералам, офицерскому, сержантскому и рядовому составу Красной Армии» от 22 февраля 1944 года за «образцовое выполнение боевых заданий командования при форсировании реки Днепр, развитие боевых успехов на правом берегу реки и проявленные при этом отвагу и геройство» был удостоен посмертно звания Героя Советского Союза.

## Память
- Памятник Дмитрию Пескову установлен на Братской могиле в Переяславе.
- Мемориальная доска в городе Гаврилов-Ям на здании льнокомбината.
- Его именем названа улица в городе Гаврилов-Ям.
- Мемориал в центре города Гаврилов-Ям.